# Puma oriental norteamericano

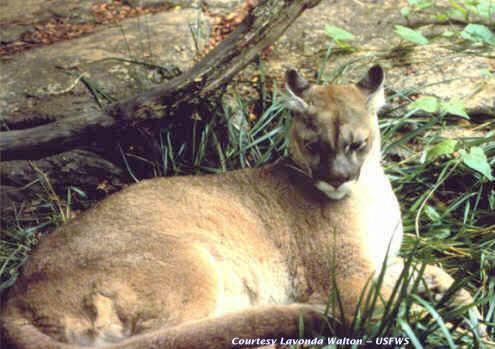
Puma concolor couguar.

El puma oriental norteamericano o puma oriental ( Puma concolor couguar ) es una designación de subespecie propuesta en 1946 para las poblaciones de pumas en el este de América del Norte.   La subespecie descrita en 1946 fue declarada extinta por el Servicio de Pesca y Vida Silvestre de Estados Unidos en 2011. Sin embargo, la taxonomía de 1946 está en la actualidad siendo cuestionada. Por su parte, el Servicio Canadiense de Vida Silvestre no ha adoptado ninguna posición sobre la taxonomía.  Actualmente los pumas son comunes en el oeste de América del Norte y podrían estar ampliando su área de distribución. Ocasionalmente se observan individuos vagabundeando en el este de América del Norte.

## Historia de la taxonomía
En 1792, Robert Kerr de la Royal Physical Society y la Royal Society of Surgeons asignó el nombre Felis couguar a los pumas del este de América del Norte al norte de Florida. Por su parte, el famoso naturalista John James Audubon creía en 1851 que los pumas tanto de América del Norte como de América del Sur eran indistinguibles. El puma oriental fue asignado inicialmente a la subespecie Felis concolor couguar y la pantera de Florida a F. c. coryi . Young y Goldman basaron su descripción de la subespecie oriental en su estudio de ocho de los 26 especímenes históricos existentes. 
En 1955, Jackson describió una nueva subespecie, el puma de Wisconsin (F. c. schorgeri), a partir de una pequeña muestra de cráneos. 
Una taxonomía de 1981 realizada por Hall aceptó al F. c. schorgeri, el puma de Wisconsin; también extendió el rango del puma oriental norteamericano hasta Nueva Escocia y cartografió el rango de la pantera de Florida (F. c. coryi) hasta el norte de Carolina del Sur y el suroeste de Tennessee. 
Casi veinte años después, el año 2000, Culver et al. recomendaron que, tomando en consideración en investigaciones genéticas recientes, todos los pumas de América del Norte se clasificaran como una sola subespecie, Puma concolor couguar, siguiendo a la subespecie nombrada más antigua (Kerr en 1792). 
La edición de 2005 de Especies de mamíferos del mundo, siguió las recomendaciones de Culver y trató a todos los pumas de América del Norte (incluidos los pumas orientales) como subespecies Puma concolor couguar.
Judith Eger, científica del Museo Real de Ontario en Toronto, Ontario, y presidenta del comité de listas de la Sociedad Americana de Mammalogistas, cree que el trabajo de Culver no fue una revisión taxonómica adecuada, pues no ofreció ninguna evaluación de las subespecies existentes del puma y no incluyó consideraciones ecológicas, morfológicas y de comportamiento. Según Eger, la revisión de Culver es aceptada sólo por algunos biólogos de pumas. 
El Servicio de Pesca y Vida Silvestre de Estados Unidos (FWS) continúa aceptando la taxonomía de Young y Goldman. "Si bien la información genética más reciente introduce ambigüedades significativas, es necesario un análisis taxonómico completo para concluir que se justifica una revisión de la taxonomía de Young y Goldman (1946)", dijo la agencia en 2011. : 57 
Desde 2017, el grupo de trabajo de clasificación de felinos del Grupo de Especialistas en Felinos reconoce solo dos subespecies de puma: P. c. couguar para América del Norte y posiblemente el noroeste de América del Sur, y P. c. concolor para todas las demás poblaciones de América del Sur. 

## Incertidumbre sobre su supervivencia
Existe un consenso entre los funcionarios de vida silvestre en 21 estados del este de que la población de pumas orientales ha sido completamente extirpada del este de los Estados Unidos. El gobierno canadiense no ha tomado ninguna posición sobre la existencia de la subespecie, y califica la evidencia como "no concluyente". 
El FWS revisó todas las investigaciones y demás informaciones disponibles y concluyó en 2011 que el puma oriental llevaba extinto desde la década de 1930, recomendendando así que se eliminara de su lista de especies en peligro de extinción .  La agencia utilizó la taxonomía de 1946 de S.P. Young y E.A. Goldman para definir la subespecie del puma oriental. Si bien se observa que algunos taxónomos en los últimos años han clasificado a todos los pumas de América del Norte dentro de una sola subespecie, el informe de 2011 de la agencia decía: "es necesario un análisis taxonómico completo para concluir que se justifica una revisión de la taxonomía de Young y Goldman (1946)". 
La agencia reconoció la presencia ocasional de pumas en el este de América del Norte, indicando que los avistamientos confirmados simplemente se trataba de animales errantes de las áreas de reproducción occidentales o cautivos escapados. Su revisión expresó escepticismo respecto de que existan poblaciones reproductoras al norte de Florida, señalando, entre otras cosas, la falta de evidencia consistente de atropellos en carreteras comparable a las áreas de distribución conocidas del puma. Sin embargo, la presencia de pumas en estado salvaje —sea cual sea su taxonomía u origen— en el este de América del Norte sigue siendo controvertida.
Varios residentes del este de América del Norte, especialmente en regiones rurales, han informado de hasta 10.000 avistamientos de pumas desde la década de 1960,  y muchos siguen creyendo que la subespecie de puma oriental ha sobrevivido. 
Bruce Wright, biólogo de vida silvestre y exalumno de Aldo Leopold, popularizó la idea de que persistía una población reproductora de pumas en el norte de Nueva Inglaterra y las provincias marítimas a través de una serie de artículos y libros publicados entre 1960 y 1973. Wright basó su idea principalmente en avistamientos no confirmados, fotos de huellas, moldes de yeso y fotografías de pumas muertos en New Brunswick en 1932 y en Maine en 1938. 
Desde la década de 1970, se han formado grupos privados en casi todos los estados para recopilar e investigar registros de avistamientos de pumas. Muchos de estos grupos están convencidos de que existen poblaciones reproductoras de pumas en toda la región. Algunos se esfuerzan por promover la recuperación de los pumas en el este de América del Norte. Además se han reportado de manera fiable grandes cantidades de avistamientos de pumas en todo el Medio Oeste del país. 

### Posible colonización del este por pumas occidentales
Los biólogos han confirmado al menos varias docenas o más de avistamientos, muchos de los cuales creen que se trata de pumas en cautiverio escapados o de miembros individuales de la subespecie occidental que se han alejado cientos de millas de sus áreas de reproducción establecidas en las Dakotas o en otros lugares del oeste. 
Se han reportado muchos avistamientos en el este de EE. UU., muchos de los cuales se analizaron en el reciente informe federal,  en varias ubicaciones, incluidos Míchigan,     Wisconsin,   el sur de Indiana, Illinois,  Misuri,   Kentucky, [  Connecticut,   Nueva York,   [ Massachusetts,  Nueva Hampshire, [14] Carolina del Norte,  Virginia,  Arkansas,  Vermont,  Alabama,  Luisiana,   y Tennessee . 
Hasta aproximadamente 1990, los informes sobre pumas en el Medio Oeste y el Este estaban altamente influenciados por el "factor Bigfoot ", según Mark Dowling, cofundador de Eastern Cougar Network. "Nada de esto era realmente real", dijo en una entrevista, pero la situación ha cambiado drásticamente desde entonces según Dowling, cuyo grupo recopila y difunde datos sobre la cambiante población de pumas.
Dowling afirmó en 2003 que los avistamientos en la mitad oriental del país, incluyendo Míchigan, etc., se debían "casi con certeza" a pumas cautivos fugados, pero añadió que la idea de que los pumas (del oeste) "eventualmente llegarán a Nueva Jersey" era una predicción razonable, en parte debido al aumento de las poblaciones de venados de cola blanca (Odocoileus virginianus) en la zona.
Sin embargo, se determinó que algunos de estos pumas encontrados lejos en el este eran de origen occidental. Como se señala en un artículo de opinión de David Baron en el New York Times, sobre un puma asesinado por un automóvil en Connecticut en 2011:
Los funcionarios de vida silvestre, que inicialmente asumieron que el felino era un animal cautivo que se había escapado de sus dueños, examinaron su ADN y concluyeron que se trataba de un puma salvaje de las Black Hills de Dakota del Sur. Había vagado al menos 2400 kilómetros antes de morir atropellado por una camioneta en Connecticut.
La recolonización depende enteramente de la dispersión de las hembras subadultas, que suelen tener un alcance mucho menor que los machos subadultos. Si bien se han documentado hembras subadultas con ADN de Black Hills desde 2015 en Tennessee, Misuri y Iowa, a partir de 2018, la colonia de reproducción más oriental al norte de Florida es el valle del río Niobrara en el centro de Nebraska. 

### Posible reintroducción
Un estudio realizado en 2016 por varios expertos en gestión y vida silvestre concluyó que al reintroducir pumas en su área de distribución histórica en el noreste de los EE. UU., la densidad de venados de cola blanca y las colisiones entre venados y vehículos (DVC) podrían reducirse en un 22%, lo que podría prevenir 21 400 lesiones humanas, 155 muertes y $2130 millones en costos preventivos en tan solo 30 años de reintroducción. Los ocho estados del este con las mayores áreas de hábitat viable para el puma, según el análisis del estudio, fueron: Nueva Hampshire y Virginia Occidental (ambos 75%), Vermont y Maine (ambos 65%), Massachusetts (33%), Connecticut (32%), Nueva York (31%) y Pensilvania (29%). 

### Punto de vista canadiense
Un estudio de 1998 para el Comité Nacional de Canadá sobre el Estado de la Vida Silvestre en Peligro de Extinción en Canadá concluyó que no había evidencia objetiva (ejemplares reales de puma u otra confirmación inequívoca) de la presencia continua de pumas desde el siglo pasado en cualquier lugar del este de Canadá o el este de los Estados Unidos fuera de Florida.  Con base a esto, en 1999, la revista Canadian Geographic informó que durante el medio siglo anterior, se había desatado un debate sobre si los bosques orientales de Canadá albergan o no una especie de puma propia. Aunque la respuesta pareció ser 'no', pues los expertos afirmaron que los avistamientos anteriores fueron casos de identificación errónea. 
Sin embargo, el sitio web del comité canadiense, publicado en 2011, afirma que los datos son "insuficientes" para sacar conclusiones sobre la existencia continua de la subespecie, o incluso si alguna vez existió.</ref>
En marzo de 2011, un funcionario del Ministerio de Recursos Naturales de Ontario afirmó que hay pumas presentes en la provincia.  Este funcionario dijo que los pumas en Ontario podrían tratarse de animales de zoológicos o mascotas cautivas que se hubiesen fugado, o podrían haber migrado desde partes occidentales de América del Norte. 
Al igual que en el este de Estados Unidos, los canadienses han informado de numerosos avistamientos de pumas en Ontario, Quebec, Nuevo Brunswick, Nueva Escocia,
 y Terranova.
La Fundación Puma de Ontario, de gestión privada, estima que hay 550 pumas en la provincia y que su número está aumentando de forma constante hasta alcanzar una población sostenible. Sin embargo, no se ha documentado evidencia de reproducción al este de Saskatchewan. 

### Extinción reconocida
En 2011, el FWS abrió una revisión exhaustiva sobre el estado del puma oriental. En 2015, la agencia determinó que el puma oriental ya no merecía protección bajo la Ley de Especies en Peligro de Extinción y planeó eliminarlo de la lista. El 22 de enero de 2018 la exclusión de la lista se hizo definitiva y se declaró oficialmente extinta. Según el Centro para la Diversidad Biológica, "el puma oriental se extinguió mucho antes de estar protegido por la Ley de Especies en Peligro de Extinción, como fue el caso de ocho de las otras diez especies que han sido excluidas de la lista de especies en peligro de extinción".